# تود بيتس
تود بيتس هو لاعب كرة قاعدة كندي، ولد في 24 يونيو 1973 في إيست يورك ‏ في كندا.

## وصلات خارجية
- تود بيتس على موقع الدوري الياباني لكرة القاعدة (الإنجليزية)
- تود بيتس على موقعبيزبول رفرنس.كوم (الدوري الثانوي) (الإنجليزية)
- تود بيتس على موقع أوليمبيديا (الإنجليزية)